# HMS Inflexible (1907)
O HMS Inflexible foi um cruzador de batalha operado pela Marinha Real Britânica e a terceira e última embarcação da Classe Invincible, depois do HMS Invincible e HMS Indomitable. Sua construção começou em fevereiro de 1906 nos estaleiros da John Brown & Company e foi lançado ao mar em junho do ano seguinte, sendo comissionado na frota britânica em outubro de 1908. Era armado com oito canhões de 305 milímetros montados em quatro torres de artilharia duplas, tinha um deslocamento de 21 mil toneladas e alcançava uma velocidade máxima de 25 nós.
O Inflexible teve um início de carreira tranquilo, servindo primeiro em casa como parte da Frota Doméstica e depois sendo transferido em 1913 para o Mar Mediterrâneo. A Primeira Guerra Mundial começou em 1914 e ele imediatamente se envolveu na perseguição fracassada aos navios alemães SMS Goeben e SMS Breslau. No final do ano participou da Batalha das Malvinas, quando ajudou a afundar os cruzadores blindados SMS Scharnhorst e SMS Gneisenau. Retornou para o Mediterrâneo em 1915 e bombardeou fortificações otomanas em Dardanelos até bater em uma mina.
Foi transferido para a Grande Frota depois de seus reparos e participou em meados de 1916 da Batalha da Jutlândia, durante a qual ajudou a danificar o cruzador de batalha SMS Lützow. O Inflexible pouco fez na guerra depois disso e nunca mais entrou em combate, passando os dois anos seguintes principalmente em patrulhas de rotina. Isto se deu pela relutância da numericamente inferior Marinha Imperial Alemã de entrar em combate. A guerra terminou no final de 1918 e o navio foi colocado na reserva no ano seguinte. Foi descartado em março de 1920 e desmontado em 1922.